# Roca Senyada
La Roca Senyada és una muntanya de 2.063,3 metres d'altitud que es troba a cavall dels termes municipals de Montferrer i Castellbò (antic terme de Pallerols del Cantó), a la comarca de l'Alt Urgell, i de Soriguera (terme primigeni de Soriguera), a la comarca del Pallars Sobirà.
Està situada a l'extrem nord-est del terme municipal, al sud de l'Eixida de Montenartró i de la Costa de Roca Senyada, a l'esquerra del Barranc de les Comes de Rubió.
És dins del Parc Natural de l'Alt Pirineu.